# ويسترن سترايكرز
ويسترن سترايكرز هو نادي كرة قدم أسترالي